# Eugeniusz Geblewicz
Eugeniusz Geblewicz (ur. 13 grudnia 1904 w Warszawie, zm. 25 lipca 1974 tamże) – polski psycholog, prakseolog, psycholog sportu, profesor Uniwersytetu Łódzkiego, Uniwersytetu Warszawskiego i Akademii Wychowania Fizycznego w Warszawie.

## Życiorys
Był synem Jana (księgowego) i Natalii z Gołębiewskich. Uczęszczał do gimnazjum im. Adama Mickiewicza w Warszawie (do 1923), następnie podjął studia na Uniwersytecie Warszawskim –  w dziedzinie botaniki, filozofii i psychologii (1923–1931). Wśród jego wykładowców byli m.in. Tadeusz Kotarbiński i Władysław Witwicki, pod którego opieką przygotował i obronił pracę doktorską Z psychologii przeżyć węchowych (1931). Uzupełniał studia w zakresie psychologii w Collège de France w Paryżu (1933–1934). Po studiach pozostał w Paryżu i pracował jako asystent w Laboratorium Fizjologii Zmysłów Collège de France do 1939. Jeszcze w trakcie studiów na UW pracował równocześnie przez dwa lata w gimnazjum Zgromadzenia Kupców w Warszawie, jako nauczyciel filozofii (1927–1928).
Okres okupacji spędził w Polsce, biorąc udział w tajnym nauczaniu w ramach wykładów UW i liceum Batorego; po powstaniu warszawskim przez krótki czas mieszkał w domu Zofii Nałkowskiej w Adamowiźnie. Po wojnie został naczelnikiem Wydziału Nauki w Ministerstwie Oświaty (1945–1947). W 1946 obronił na UW pracę habilitacyjną La sommation spatiale des exertation thermiques i został profesorem nadzwyczajnym Uniwersytetu Łódzkiego. W latach 1946–1955 kierował na tej uczelni Katedrą Psychologii, prowadząc wykłady z psychologii ogólnej i eksperymentalnej. Od 1947 był równocześnie profesorem Akademii Wychowania Fizycznego w Warszawie, gdzie także kierował Katedrą Psychologii (do 1966, później był kuratorem tej katedry) oraz pełnił funkcję prorektora w okresie 1961–1966. W latach 1966–1970 prowadził wykłady na Uniwersytecie Warszawskim, jako pracownik naukowy kolejno: Katedry Psychologii Eksperymentalnej i Instytutu Psychologii. Ponadto był związany z Instytutem Naukowym Kultury Fizycznej w Warszawie (1953–1965 kierownik Pracowni Psychologii), Instytutem Biologii Doświadczalnej PAN (1955–1962 kierownik Zakładu Psychologii Eksperymentalnej), Pracownią Psychometryczną PAN (1965–1969 przewodniczący Rady Naukowej), Zakładem Historii Nauki i Techniki PAN (1969–1972 kierownik Pracowni Teorii i Organizacji Nauki). W 1945 został członkiem korespondentem Towarzystwa Naukowego Warszawskiego, w 1948 był w gronie członków założycieli Polskiego Towarzystwa Psychologicznego.
Jego zainteresowania naukowe obejmowały psychologię ogólną, naukoznawstwo, psychologię sportu, prakseologię, fizjologię zmysłów. Wspólnie z Yves’em La Grandem odkrył i objaśnił zjawisko odbarwiania się tarcz świetlnych migoczących w widzeniu bocznym (praca Recherche sur la vision laterale, 1938). Zajmował się historycznym procesem instytucjonalizacji nauki oraz przyczynami i mechanizmami powstawania nowych dyscyplin naukowych. Był jednym z polskich pionierów badań nad problemami etycznymi i estetycznymi sportu. Pochowany na cmentarzu Powązkowskim w Warszawie (kwatera 57-1-8/9).

## Niektóre publikacje
- Analiza pojęcia celu (1932)
- Zjawiska wrażliwości (1956)

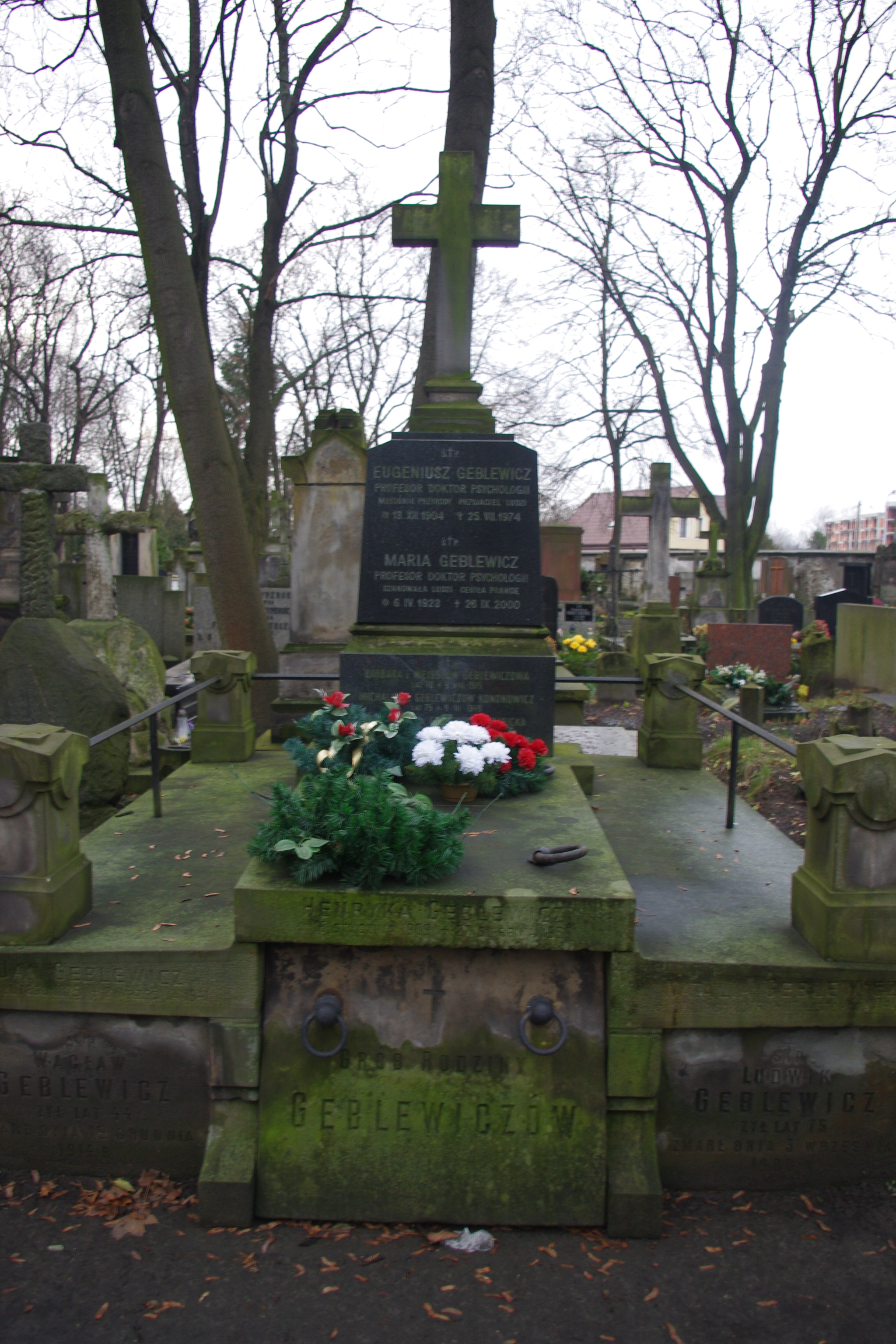
Grób prof. Eugeniusza Geblewicza i prof. Marii Geblewicz na cmentarzu Powązkowskim w Warszawie

- Świat przeżyć wzrokowych i słuchowych człowieka (1958-1959)
- Z zagadnień estetyki walki (1963)
- Typologia osiągnięć naukowych (1969)
- Ogólne problemy historii nauki i techniki (1971)
- Niektóre kryteria oceny pracy naukowej (1972)
- O naukach zaawansowanych i niezaawansowanych (1972)
- Rodzaje osiągnięć naukowych (1972)
- Rodzaje zespołowej pracy naukowej (1973, z Wojciechem Gasparskim i Henrykiem Stonertem)